# Antennarius striatus
El pejesapo rayado (Antennarius striatus) es un pez sapo de la familia Antennariidae. Se encuentra en todos los océanos subtropicales, en profundidades entre los 10 y los 210 metros. Su longitud es de 25 cm. Su coloración es variable, siendo más intensa en los machos. Tiene unas prominentes líneas radiadas en los ojos.

## Hábitat
El pejesapo rayado habita en fondos arenosos, rocosos y arrecife de coral, y se encuentra también en estuarios del África austral. 

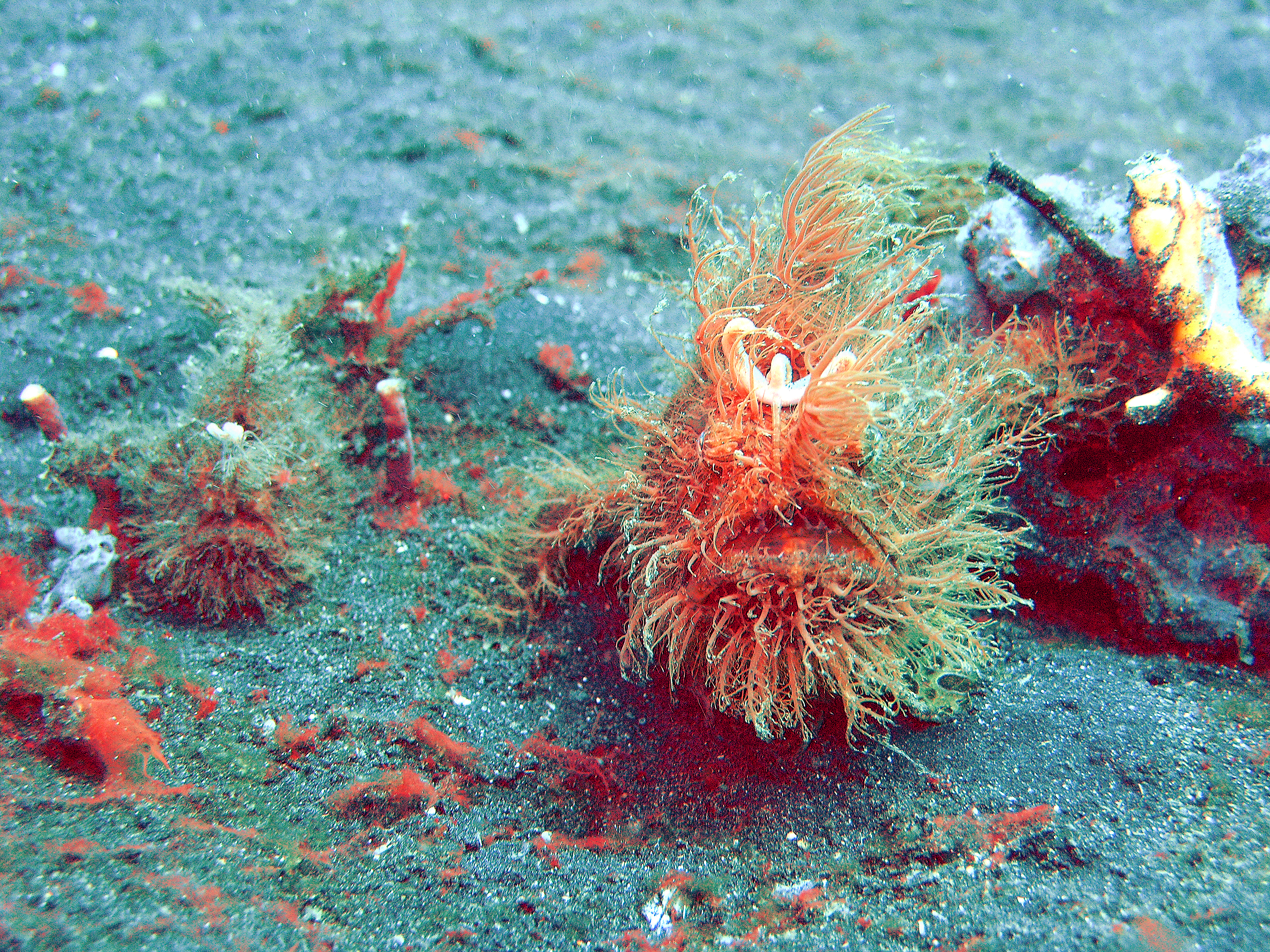
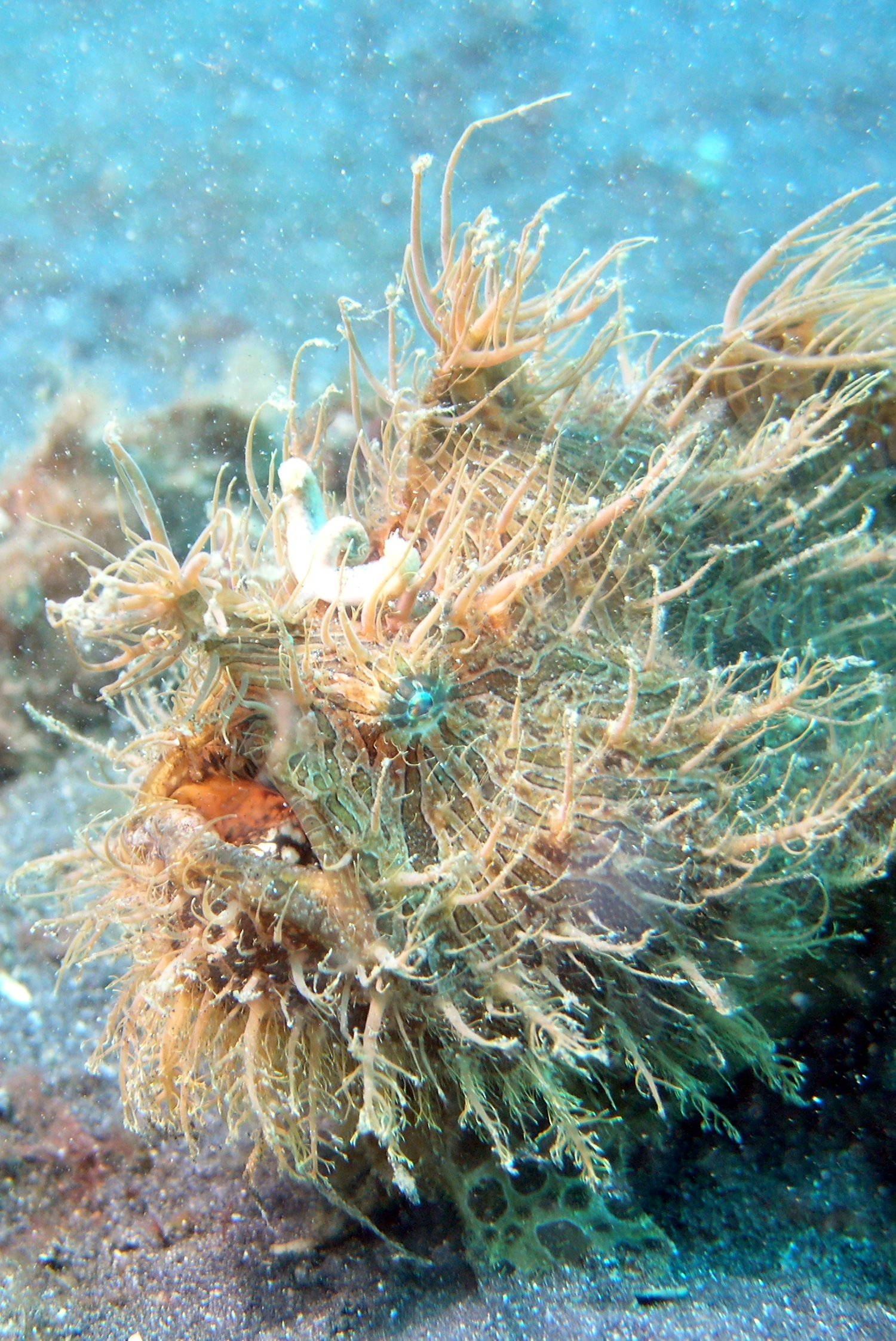
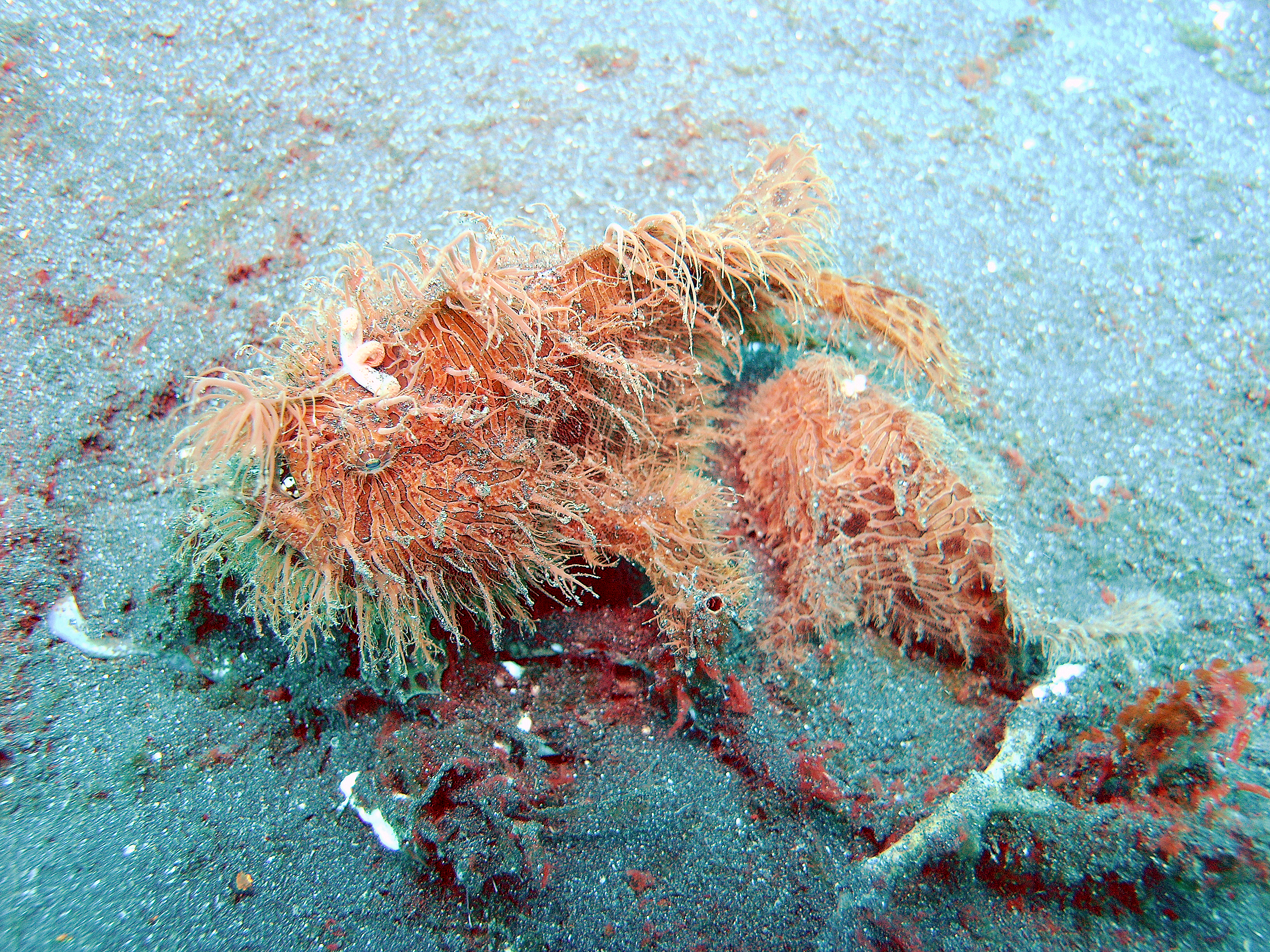